# Наволок (Новгородский район)
Наволок — деревня в Новгородском районе Новгородской области России. Входит в состав Бронницкого сельского поселения.

## История
Первое упоминание относилось к 1495 году в писцовых книгах. Наволок - одна из немногих деревень, которых зарисовали. Даже есть такая история: в XVII веке мимо проплывавший австрийский посол, плывший из Новгорода в Московию, зарисовал Наволок. Копия рисунка есть в Этнографическом Музее д. Наволока. На рисунке уже есть построенная деревянная церковь (Не сохранилась). Её построили в 1624 году. К тому времени в Наволоке было 6 пашенных домов, 4 - не пашенных. В пашенных домах жили крестьяне, в не пашенных - церковнослужители. Спустя чуть больше чем 350 лет, после постройки деревянного храма, появляется каменный. А именно Покровская Церковь, построенная в 1891 году. Но старую, деревянную церковь не ломали. Эти две церкви поработав вместе 47 лет, закрылись. В 1938 году большевики закрыли все церкви по стране, а эти две ещё и разграбили. Годом раннее этого события, на ДЕТАЛЬНОЙ КАРТЕ РККА ОТ ЛЕНИНГРАДА ДО НОВГОРОДА 1937 ГОДА, было отмечено, что в Наволоке находится 36 дворов, школа и кладбище. Но церквей там почему-то не было. Может на год раннее закрылись. Также в соседней деревне ЧАВНИЦЫ, был 84 двора и ферма. Но в ещё в одной соседней деревне, стоящей на острове, тоже была ферма, а также больничка. Эта деревня - Войцы. В ней было 52 двора, и в ней как и в Наволоке была школа. Повторюсь: эти сведения относятся к 1937 году. Хочу отметить - в Наволоке тоже была ферма, только рыбная. Относилась она к Покровской Церкви. С ней был и склад, в котором можно было хранить столько рыбы, сколько хватило бы всем жителям деревни на месяц. Но в 1938 году, как и церкви была разграблена и утеряна. Деревянную церковь раскатали на дрова в 1970-х годах. Покровскую церковь открыли спустя 58 лет после закрытия, 31 августа 1996 года.

## География
Деревня находится в северо-западной части Новгородской области, в подзоне южной тайги, на северо-востосчом берегу озера Ильмень, вблизи места впадения в него реки Большая Ниша, на расстоянии примерно 25 километров (по прямой) к востоку-северо-востоку от города Великий Новгород, административного центра области и района. Абсолютная высота — 24 метра над уровнем моря.

### Климат
Климат района характеризуется как умеренно континентальный, влажный, с нежарким коротким летом и умеренно холодной зимой. Среднегодовая температура воздуха — 3,7 °C. Средняя многолетняя температура самого холодного месяца (января) составляет −8,7 — −7,9 °С; самого тёплого месяца (июля) — 16,9 — 17,8 °C. Безморозный период длится около 125—130 дней. Продолжительность периода активной вегетации растений (со среднесуточной температурой воздуха выше 10 °C) составляет 115—130 дней. Среднегодовое количество атмосферных осадков — 550—600 мм, из которых большая часть выпадает в тёплый период. Снежный покров длится в течение 115—120 дней.

### Часовой пояс
Деревня Наволок, как и вся Новгородская область, находится в часовой зоне МСК (московское время). Смещение применяемого времени относительно UTC составляет +3:00.

## Население
| 2010 |
| ---- |
| 25   |

### Национальный состав
Согласно результатам переписи 2002 года, в национальной структуре населения русские составляли 100 % из 43 чел.